# Chaoyang
Chaoyang (en chino, 朝阳; pinyin, Cháoyáng) es una ciudad-prefectura en la provincia de Liaoning, República Popular China. Limita al norte con Ulanhad, al sur con Jinzhou, al oeste con Chengde y al este con Fuxin. Localizada casi a mitad de camino entre Shenyang y la capital de China, Pekín. El río Daling, un afluente del río Liao, atraviesa la ciudad. Con una extensa superficie de cerca de 20 000 km² es la ciudad más grande de Liaoning, y forma la frontera con la provincia de Hebei y la Región Autónoma de Mongolia Interior. Su población total para 2010 superó los 3 millones de habitantes.

## Administración
La ciudad prefectura de Chaoyang se divide en 7 localidades que se administran en 2 distritos urbanos, 2 ciudades satélites , 2 condados y 1 condado autónomo.
- Distrito Shuangta 双塔区
- Distrito Longcheng 龙城区
- Ciudad Beipiao 北票市
- Ciudad Lingyuan 凌源市
- Condado Chaoyang 朝阳县
- Condado Jianping 建平县
- Condado autónomo Harqin 喀喇沁左翼蒙古族自治县

## Toponimia
El nombre "Chaoyang" proviene de un poema que se encuentran en una de las colecciones más antiguas de la poesía china, el Shijing o El clásico de la poesía. En dicha obra se lee; en una montaña creció el árbol Wutong, el fenix, encaramado en la parte superior, cantó hacia "el sol de la mañana" (Chao 'mañana' y Yang 'sol'). En la parte oriental de Chaoyang se encuentra una montaña llamada Fenghuang (fenix en chino) desde la antigüedad. En 1778, esta montaña fue vinculada con el poema Shijing y Chaoyang recibió su nombre.

## Fósiles
Liaoning, y en particular Chaoyang, se ha convertido en el punto de gran interés en el mundo de la paleontología. Durante la década de 1990, muchos fósiles nuevos y únicos fueron encontrados en esta región. Algunos de los hallazgos han revolucionado completamente nuestras ideas de los dinosaurios y arrojan nueva luz sobre el origen de las aves. Aquí se hallaron el Pterodactyloidea, la Pterosauria, Microraptor, Shenzhouraptor, Chaoyangsauridae y tal vez el más famoso de todos que incluso lleva el nombre de la ciudad el Chaoyangsaurus.
Además se halló una especie de dinosaurio de cuatro alas, desconocida hasta el momento,que arroja más indicios de que las aves descienden de esos animales prehistóricos, según un estudio realizado por investigadores chinos.
El pequeño animal llamado "Microraptor gui", en honor del paleontólogo chino Zhiwei Gui, medía 76 centímetros de largo y sus patas estaban cubiertas de plumas similares a las de sus alas.

## Economía
La agricultura es la columna vertebral de la economía de Chaoyang. Además del trigo, maíz, frijoles y papas, Chaoyang, también es una región importante para el cultivo de algodón,almendras y frutas. La ciudad también ha comenzado en la producción de Shaji (bayas de espino cerval de mar), que se han hecho populares en China debido a su doble uso como alimento y como medicina. Chaoyang, cuenta con más de 1.600 empresas industriales que fabrican, maquinaria, textiles, motores diésel, automóviles y  papel, siendo las más grandes las de hierro y neumáticos.

## Clima
La ciudad está situada entre la meseta de loess de Mongolia Interior y Songliao ,haciendo que su terreno disminuye desde el noroeste al sureste. Las montañas bajas y colinas constituyen su panorama.
Chaoyng tiene un Clima continental,haciendo grandes diferencias de temperatura durante el verano y el invierno, el día y la noche, muchas horas de luz solar, lluvia ligera. Su temperatura promedio anual es de 10 °C.
| Parámetros climáticos promedio de Chaoyang (1971−2000) | Parámetros climáticos promedio de Chaoyang (1971−2000) | Parámetros climáticos promedio de Chaoyang (1971−2000) | Parámetros climáticos promedio de Chaoyang (1971−2000) | Parámetros climáticos promedio de Chaoyang (1971−2000) | Parámetros climáticos promedio de Chaoyang (1971−2000) | Parámetros climáticos promedio de Chaoyang (1971−2000) | Parámetros climáticos promedio de Chaoyang (1971−2000) | Parámetros climáticos promedio de Chaoyang (1971−2000) | Parámetros climáticos promedio de Chaoyang (1971−2000) | Parámetros climáticos promedio de Chaoyang (1971−2000) | Parámetros climáticos promedio de Chaoyang (1971−2000) | Parámetros climáticos promedio de Chaoyang (1971−2000) | Parámetros climáticos promedio de Chaoyang (1971−2000) |
| Mes                                                    | Ene.                                                   | Feb.                                                   | Mar.                                                   | Abr.                                                   | May.                                                   | Jun.                                                   | Jul.                                                   | Ago.                                                   | Sep.                                                   | Oct.                                                   | Nov.                                                   | Dic.                                                   | Anual                                                  |
| ------------------------------------------------------ | ------------------------------------------------------ | ------------------------------------------------------ | ------------------------------------------------------ | ------------------------------------------------------ | ------------------------------------------------------ | ------------------------------------------------------ | ------------------------------------------------------ | ------------------------------------------------------ | ------------------------------------------------------ | ------------------------------------------------------ | ------------------------------------------------------ | ------------------------------------------------------ | ------------------------------------------------------ |
| Temp. máx. media (°C)                                  | −2.1                                                   | 1.9                                                    | 9.3                                                    | 18.9                                                   | 25.2                                                   | 28.9                                                   | 30.1                                                   | 29.2                                                   | 24.8                                                   | 17.6                                                   | 7.6                                                    | 0.4                                                    | 16.0                                                   |
| Temp. mín. media (°C)                                  | −16.2                                                  | −12.8                                                  | −5.2                                                   | 4.3                                                    | 11.3                                                   | 16.6                                                   | 19.9                                                   | 17.9                                                   | 10.8                                                   | 3.3                                                    | −5.3                                                   | −12.8                                                  | 2.7                                                    |
| Precipitación total (mm)                               | 1.5                                                    | 1.6                                                    | 6.5                                                    | 20.0                                                   | 42.4                                                   | 81.1                                                   | 153.8                                                  | 101.4                                                  | 44.7                                                   | 18.2                                                   | 6.5                                                    | 2.9                                                    | 480.6                                                  |
| Días de precipitaciones (≥ 0.1 mm)                     | 1.4                                                    | 1.5                                                    | 2.7                                                    | 4.9                                                    | 7.1                                                    | 10.7                                                   | 12.1                                                   | 9.7                                                    | 6.8                                                    | 4.1                                                    | 2.3                                                    | 1.3                                                    | 64.6                                                   |
| Horas de sol                                           | 206.3                                                  | 207.9                                                  | 243.3                                                  | 249.0                                                  | 263.7                                                  | 243.4                                                  | 227.0                                                  | 235.5                                                  | 245.4                                                  | 235.6                                                  | 199.2                                                  | 191.4                                                  | 2747.7                                                 |
| Humedad relativa (%)                                   | 43                                                     | 38                                                     | 37                                                     | 38                                                     | 44                                                     | 59                                                     | 73                                                     | 74                                                     | 64                                                     | 53                                                     | 49                                                     | 46                                                     | 51.5                                                   |
| Fuente: China Meteorological Administration            |                                                        |                                                        |                                                        |                                                        |                                                        |                                                        |                                                        |                                                        |                                                        |                                                        |                                                        |                                                        |                                                        |